# 46110 Altheamoorhead
46110 Altheamoorhead este o planetă minoră (asteroid) din centura de asteroizi. A fost descoperită pe 21 martie 2001 la Stația Anderson Mesa de Lowell Observatory Near-Earth-Object Search și a fost numită după Althea V. Moorhead⁠(d). 
Obiectul prezintă o orbită caracterizată de o semiaxă mare de 2,3526756483354 UAi, o excentricitate de 0,11843796307339, o înclinație de 4,4826481802532 ° în raport cu ecliptica.